# Apogon imberbis
Apogon imberbis är en fiskart som först beskrevs av Carl von Linné 1758.  Apogon imberbis ingår i släktet Apogon och familjen Apogonidae. Inga underarter finns listade i Catalogue of Life.

## Bildgalleri

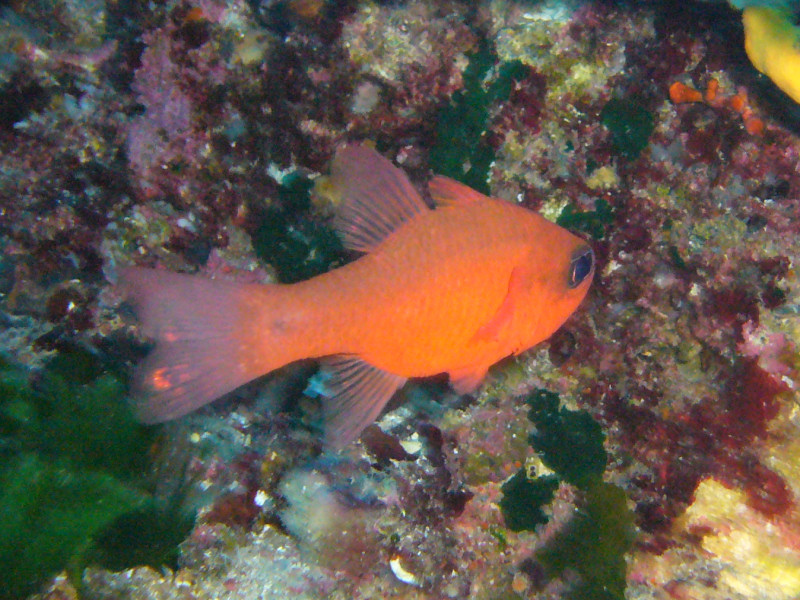
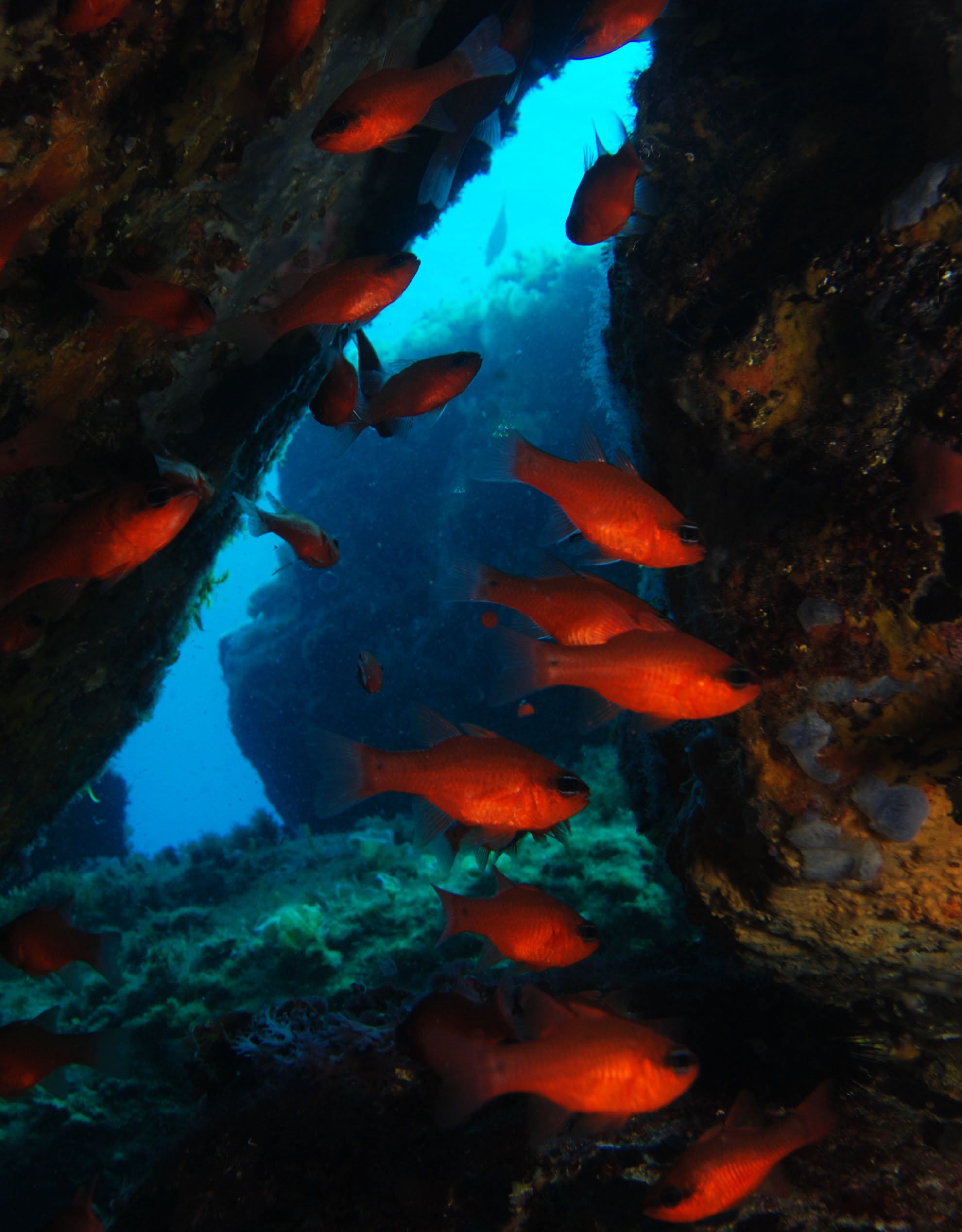